# Yesa
Yesa (em castelhano) ou Esa (em basco) é um município da Espanha na província e comunidade foral (autónoma) de Navarra. Tem 22,95 km² de área e em 2021 tinha 288 habitantes (densidade: 12,5 hab./km²).

## Demografia
| Variação demográfica do município entre 1991 e 2004 | Variação demográfica do município entre 1991 e 2004 | Variação demográfica do município entre 1991 e 2004 | Variação demográfica do município entre 1991 e 2004 |
| --------------------------------------------------- | --------------------------------------------------- | --------------------------------------------------- | --------------------------------------------------- |
| 1991                                                | 1996                                                | 2001                                                | 2004                                                |
| 293                                                 | 272                                                 | 257                                                 | 260                                                 |